# Retskrivningsreformen i 1948
Retskrivningsreformen i 1948 var en gennemgribende reform af retskrivningsreglerne for dansk. Den blev vedtaget d. 22. marts 1948, hvorefter den trådte i kraft d. 1. april 1948 under navnet Bekendtgørelse om ændringer i retskrivningen. Initiativtageren var undervisningsminister Hartvig Frisch.

## Ændringerne
Retskrivningsreformen var ganske kort og indeholdt kun fem paragraffer, hvoraf de faglige var:
1. Navneord (substantiver) blev ændret sådan, at alle egennavne (proprier) skulle have stort begyndelsesbogstav, mens alle fællesnavne (appellativer) skulle have lille begyndelsesbogstav.
2. Bolle-å indførtes i alle nordiske ord inkl. egennavne (proprier) bortset fra personnavne.
3. Mådesudsagnsordene (modalverberne) i datid "kunde, skulde, vilde" blev ændret til "kunne, skulle, ville".

De to øvrige paragraffer handlede henholdsvis om, hvilke årgange i skolesystemet ændringen skulle gælde for, og hvilke læringsmaterialer der skulle trykkes hvornår. 
Brugen af lille begyndelsesbogstav for navneord var til dels en reaktion på Besættelsen, siden tyske navneord staves med stort, og man på grund af tyskfjendtlighed valgte at gå væk fra dette. Dog havde navneord med lille begyndelsesbogstav rødder helt tilbage i 1700-tallet, og var blandt andet populære i højskolebevægelsen, der også gik ind for bolle-å. Ændringerne ved mådesudsagnsord blev gennemført, fordi ordene hidtil var stavet forskelligt i datidsform og i infinitiv, og dette skabte en del forvirring. Indtil 1948 var datidsformerne kunde, skulde, vilde og infinitiv kunne, skulle, ville. Efter 1948 er datids- og infinitivformerne ens: kunne, skulle, ville. 

## Eftermæle
Reformen gjaldt fra 1. april 1948, men blev først inkluderet i Retskrivningsordbogen fra 1955. Bekendtgørelsen ophævedes formelt af Retskrivningsloven i 1997, som giver officiel status til Retskrivningsordbogen der altså indeholder de samme regler.
Organisationen Dansk Sprogværn blev oprettet med det formål at indføre retskrivningen fra før 1948. Bolle-å'et var det element som fik mest kritik, hvilket førte til at det i 1984 blev muligt for en kommune at beslutte, om de ønsker at bruge bolle-å eller dobbelt-a i lokale stednavne. Begge stavemåder er tilladt for andre end kommunen selv.